# Съюз на учените в България
Съюзът на учените в България е съсловна организация на учените в страната, регистрирана като неправителствена организация с нестопанска цел.
Организацията е създадена през 1944 година. Нейни председатели през годините са били: акад. Асен Хаджиолов (1944 – 1945), проф. Георги Павлов (1945), акад. Михаил Димитров (1945 – 1962), акад. Кирил Братанов (1962 – 1986), акад. Любомир Илиев (1986 – 1989), чл.-кор. Александър Янков (1989 – 1990), проф. Иван Матев (1990 – 1998), акад. Дамян Дамянов (1998 – 2015), проф. Боян Вълчев (май-декември 2015), проф. Венелин Енчев (2015-декември 2016).
На 1 ноември 2014 година Президентът Росен Плевнелиев удостоява Съюза на учените в България с Почетния си знак по повод 70-годишнината от неговото създаване и приносите на СУБ в областта на приложните изследвания, изграждането на образователни програми в областта на точните науки, както и за приносите при усъвършенстването на законовата уредба, свързана с висшето образование в България в съответствие с европейското законодателство.

## Органи за управление
- Общо събрание на пълномощниците
- Управителен съвет
- Председател
- Контролен съвет

## Управителен съвет
Председател
- Проф. Венелин Енчев – химик, ръководител на лаборатория „Теоретична химия“ в Института по органична химия на БАН (до декември 2016 г.)

## Организационна структура
Подразделения на Съюза на учените в България са секциите по научни направления в София и клоновете в страната.

### Секции в София
Към ноември 2014 година секциите в София са следните:
- Агробиология
- Биология
- Биомедицинско инженерство
- Богословски науки
- Биохимия, биофизика и молекулярна биология
- Ветеринарна медицина и животновъдни науки
- Генетика
- Геолого-географски науки
- Икономически науки
- Имунология
- Информатика
- История
- Лесотехнически науки
- Математика
- Медицински науки
- Механика
- Микробиология
- Педагогика и психология
- Правни науки
- Сигурност и отбрана
- Социологически науки
- Технически науки
- Физика
- Физиология и биохимия на растенията
- Филологически науки
- Философски науки
- Химия и фармация

### Клонове в страната
Съюзът на учените в България има учредени клонове във всички областни центрове на България.